# Slag op het Merelveld (1448)
De Slag op het Merelveld of de Slag bij Kosovo vond gedurende drie dagen plaats tussen 17 en 20 oktober 1448 op het Merelveld in Kosovo. Het Hongaarse leger, gesteund door 8000 Vlachen, onder leiding van Johannes Hunyadi stond tegenover het Ottomaanse leger, tweemaal zo groot, onder leiding van sultan Murat II.

## Achtergrond
Johannes Hunyadi was een van de generaals tijdens de Slag bij Varna in 1444, een verpletterende nederlaag van een christelijke alliantie tegen het Ottomaanse leger, waarbij koning Wladislaus III van Polen om het leven kwam. Sindsdien was Johannes Hunyadi regent voor zijn zoon Ladislaus Posthumus, koning van Hongarije en de machtigste man in Hongarije. Hij zon op wraak.
Het plan was de Ottomanen te verdrijven uit de Balkan. Hij hoopte op een samenwerking met generaal Skanderbeg van Albanië, steun van Đurađ Branković van Servië en huurlingen uit Walachije, Bohemen en Duitsland. In september 1448 sloeg hij zijn kamp op ter hoogte van Kovin (Servië). Na een maand wachten waren enkel de Vlachen komen opdagen. Skanderbeg was verwikkeld in de Albanees-Venetiaanse Oorlog. Eenmaal de oorlog afgewikkeld werd zijn opmars tegengehouden door Đurađ Branković en Skanderbeg kwam nooit op het slagveld aan.

## Slag
Moe van het wachten, marcheerde het Hongaarse leger richting Edirne, in onwetendheid van waar het Ottomaanse leger zich bevond. Op 17 oktober stond plots een leger tweemaal zo groot voor hem op het Merelveld.
De strijd begon toen Hunyadi de Ottomaanse flanken aanviel met gemengde cavalerie (licht en zwaar). De Turkse flanken waren aan het verliezen totdat de Turkse lichte cavalerie, de sipahi, arriveerde om hen te versterken. Na twee dagen vechten waren de Turken nu aan de winnende hand. Toen Hunyadi de nederlaag van zijn flanken zag, viel hij aan met zijn hoofdmacht, bestaande uit ridders en lichte infanterie door het Turkse centrum, maar werd tegengehouden toen hij het Turkse kamp naderde. Toen de hoofdaanval werd stopgezet, hergroepeerde de Turkse infanterie zich en dreef de Hongaarse ridders met succes terug. 
Sultan Murat II slaagde erin de Vlachen om te kopen en ze deserteerden. Hunyadi was nu weerloos. De Janitsaren maakten de zaak af. Twee derden van het Hongaarse leger sneuvelde of werd gewond. In zijn vlucht werd Hunyadi gevangengenomen door Đurađ Branković.

## Vervolg
Na het betalen van losgeld werd Hunyadi vrijgelaten. Hunyadi en Skanderbeg zouden nog een tijd lang de Ottomaanse opmars in de Balkan tegenhouden. Uiteindelijk zouden de Ottomanen echter Constantinopel veroveren en er hun hoofdstad van maken.